# Médersa mérinide de Salé
La médersa mérinide de Salé (en arabe : المدرسة المرينية), connue aussi sous le nom de médersa d'Abu al-Hassan, plus communément médersa d'Attalâa, est une ancienne médersa bâtie dans la ville de Salé, dans la région de Rabat-Salé-Zemmour-Zaër au Maroc. Elle fut édifiée entre 1333 et 1341 par le sultan Abu al-Hasan ben Uthman (r. 1331 - 1351), sous la dynastie des Mérinides. Elle est l'une des plus petites médersas du Maroc.

## Localisation
La médersa se situe dans le nord-ouest du Maroc, dans la ville de Salé, et plus précisément dans le quartier piétonnier de Talâa (en arabe : حي الطالعة), juste au sud de la Grande mosquée de Salé ; la médersa est desservie par la rue de Ras Chejra où se trouve la zaouïa Ghaziya et la zaouïa Ad-Dlil.

## Histoire

### Époque médiévale
Construites sous la dynastie des Mérinides, les médersas jouaient un rôle culturel, éducatif et politique, elles furent érigées pour mériter les faveurs d'Allah, de faire œuvre pieuse et agréable à Dieu, restaurer l'enseignement religieux et la science, elles servaient aussi à renforcer la puissance politique des souverains, on trouve des médersas à Fès, à Taza, à Tlemcen et à Meknès,.
Celle de Salé fut érigée dans la première moitié du XIVe siècle sous le règne du sultan mérinide Abu al-Hasan ben Uthman, dans le quartier de Talâa près de la Grande mosquée de Salé, en même temps que les autres médersas érigées dans différentes cités du Maroc. Elle fut achevée le vendredi 30 novembre 1341,,,,,,,,.
La médersa était conçue pour l’enseignement coranique et le logement des étudiants : on enseignait la charia, la littérature, les Usul al-Fiqh, les linguistiques, la philosophie, la médecine,,,.
Lorsqu’Ibn al-Khatib, l'écrivain arabe andalou visita la médersa peu après son inauguration, il y trouva au moins une centaine de poètes. Il indique aussi dans son livre La voie exemplaire qu’à son époque, les gens de Salé « apportaient une grande contribution à l’ensemble des sciences, en ayant de surcroît l’apanage de certains domaines du savoir », puisque plusieurs notables de Fès et d’autres villes se rendaient à Salé pour apprendre la médecine, le soufisme, etc. Parmi ces notables, on trouve : Omar ibn Ghayat, Abi al-Fadl al-Ajlani, Ahmed ibn Acher al-Andaloussi,.
Le premier doyen de la médersa fut Ahmed ibn Al-Hafid , tandis qu'Ali ben Brahim al-Malqi  fut le premier professeur de la langue arabe ; ce dernier enseignait aussi le fiqh (jurisprudence islamique) dans la matinée et le tafsir (exégèse du Coran) entre les deux prières du soir ,,.
Ensuite, l'enseignement fut assuré par plusieurs oulémas venus du Maroc, de Tlemcen, d'Al-Andalus, et parmi eux on trouve : Abdallah ben Youssef al-Othmani connu sous le nom d'Ibn Sebbagh († vers 1346), Ali ben Moussa al-Matmati († vers 1371), Abu Al-Qasim Mohamed ibn Daoud al-Fakhar († vers 1397), Said al-Aqbani († vers 1408) et Ali ben Atia († vers 1379) (tous les deux ont occupé le poste de cadi sous les Banû Marīn dans la ville de Salé), le cadi Abu Mohamed Abdallah ibn Abi Said et son fils l'explorateur Abu Said Faraj ibn Abdallah ibn Said et Mohamed ibn Omran al-Fanzari, connu sous le nom d'Ibn al-Majrad († vers 1412),.

### Époque contemporaine

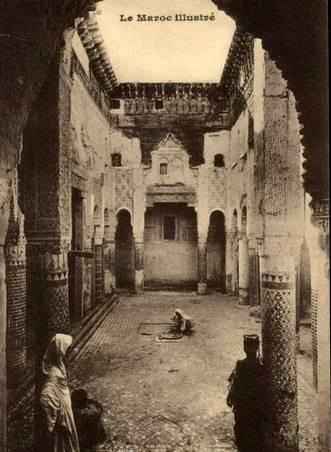
La médersa mérinide de Salé en 1910.

Le dernier professeur fut Ahmed ibn Mohamed ibn Moussa al-Hamssassi, il y dispensa, de 1884 à 1892, des cours de grammaire, de rhétorique, de logique et de sciences religieuses (fiqh, Hadîth et soufisme). Ensuite la médersa est devenue une école pour enseigner le Coran seulement, Mohamed ibn Salem al-Hanaoui († 1325 H.) était le dernier professeur a y avoir enseigné,.
Restaurée vers la fin du XVIIIe siècle par le cadi de Salé Mohamed Ben Hajji Zniber, puis en 1864 par Mohamed Ben Abd el-Hadi Zniber et enfin par le service des Beaux-Arts français, la médersa fut classée patrimoine national par le dahir du 9 septembre 1922. Elle est décrite par l'historien Mohamed ibn Ali Doukkali comme l'une des plus petites et des plus belles médersas par son agencement, son décor et son architecture qui atteignait un haut niveau de perfection,,,.
Après l'instauration du protectorat français au Maroc, la médersa ne fonctionna plus comme avant. Contrairement aux autres médersas, la médersa de Salé a été totalement remaniée entre 1921 et 1924, les travaux de sous-œuvre et de consolidation se sont poursuivis entre 1922 et 1924.
La médersa mérinide a bénéficié entre 2001 et 2005 d'une importante opération de restauration de la part du ministère de la Culture pour un budget d'environ quatre millions de dirhams,.
Depuis 2006, la médersa mérinide accueille le festival biennal de Karacena.

## Architecture
La médersa mérinide de Salé est richement décorée : les sols sont recouverts de zelliges (pièces de céramique émaillée), les murs de stuc et de bois de cèdre sculptés, les frises en plâtre et en bois sculpté, toit composé de tuiles vernissées, et les colonnes sont surmontées de chapiteaux en pierre à décor de feuillages et d'escargots,,,,.
Elle a été érigée sur trois niveaux, sauf du côté nord où se trouve une salle de prières couverte d'un toit présentant, au centre, une coupole (koubba). Comme le veut la tradition, le mihrab est finement décoré, creusé dans le mur,,,,,.
Elle a une superficie de près de 180 m2, dont une cour rectangulaire d'à peu près 42 m2 (4,90 × 8,60 mètres), au centre de laquelle se trouve une fontaine à ablutions. Elle est entourée de quatre nefs sur lesquelles reposent deux étages de petites cellules réservées aux étudiants. La présence des chambres pour étudiants a favorisé l'exploitation de la médersa comme un fondouk,,,,,.
Elle offre une architecture unique par ses écritures koufiques polychromes qui courent autour de l'édifice,,.
Sa porte, d'une belle facture à arc outrepassé brisé, surmontée d'une frise, ouvragée et coiffée d'un auvent en cèdre sculpté, noirci par les siècles, est précédée d'un perron en pierre qui donne accès au patio,,,.
Une inscription, gravée sur une dalle de marbre blanc, indique que la médersa a été construite par « Amir Al-Mouminin » (Commandeur des croyants) en 1333,.

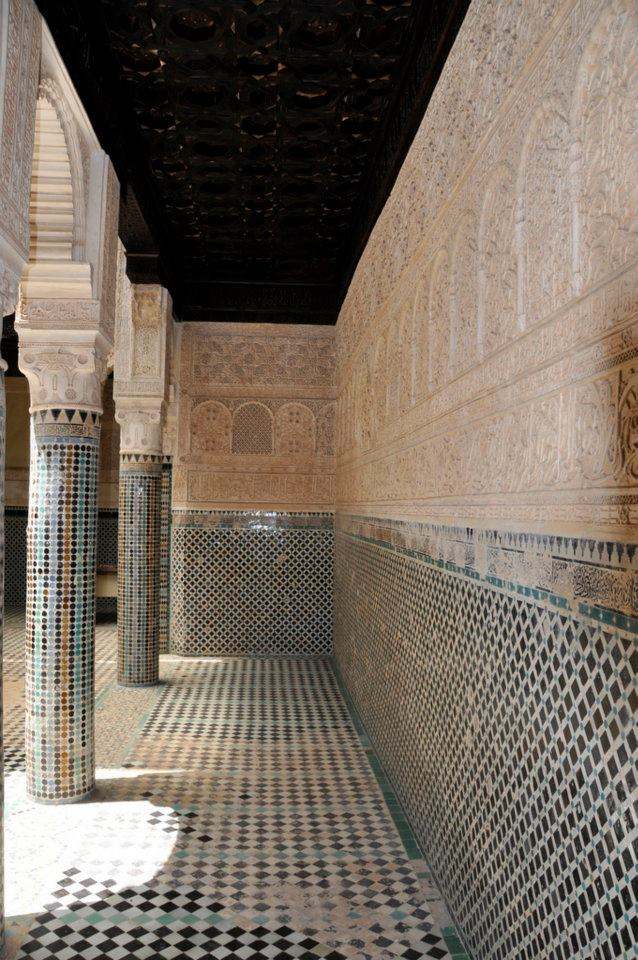
Zelliges de la médersa.
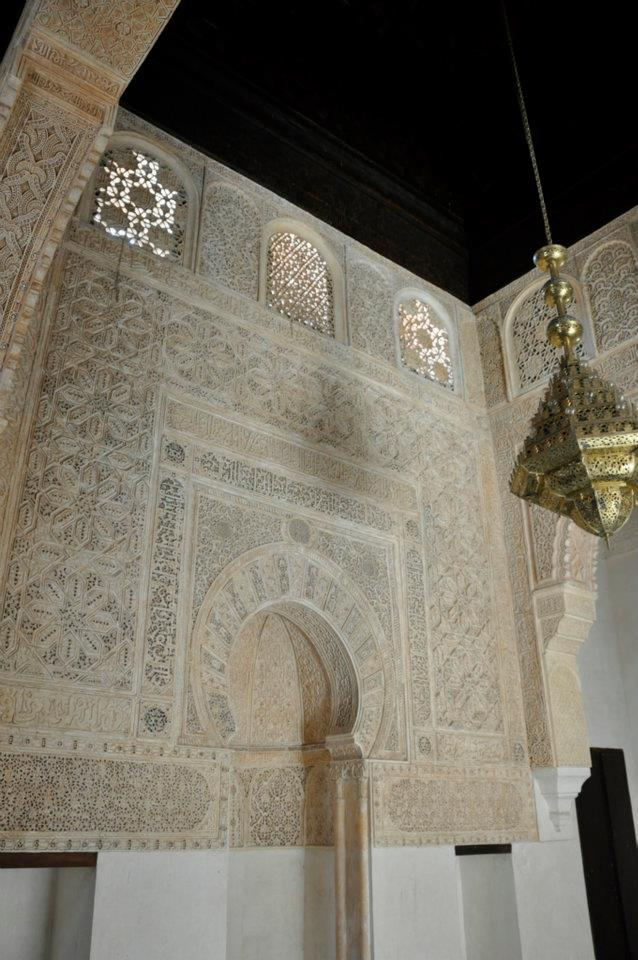
Mihrab de la médersa.
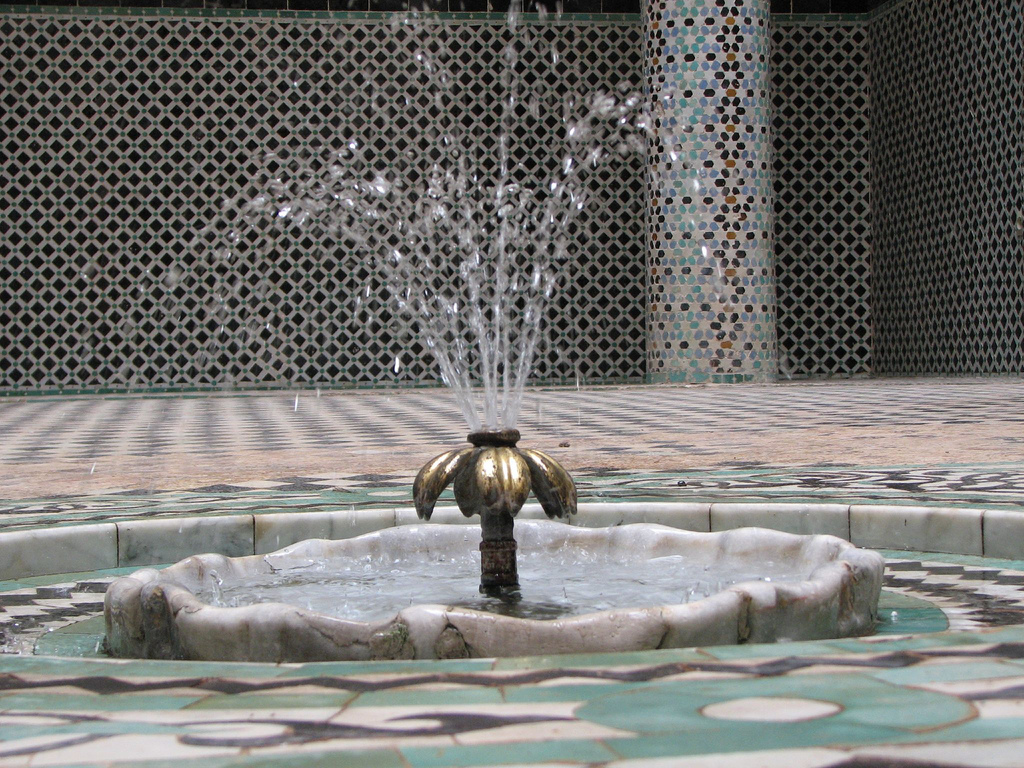
Fontaine de la médersa.
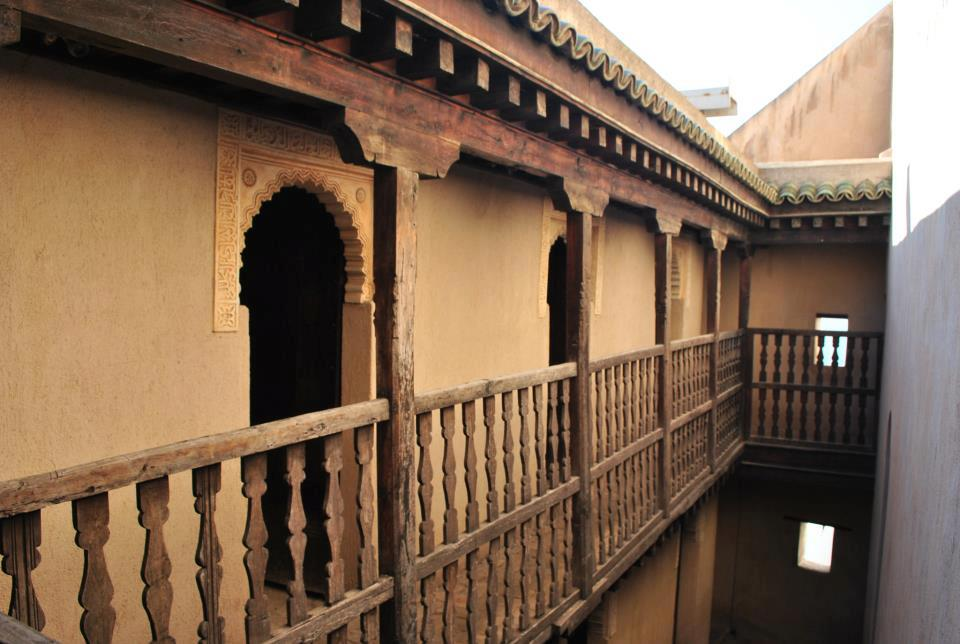
Cellules des étudiants qui rappellent la vie monastique à la médersa.
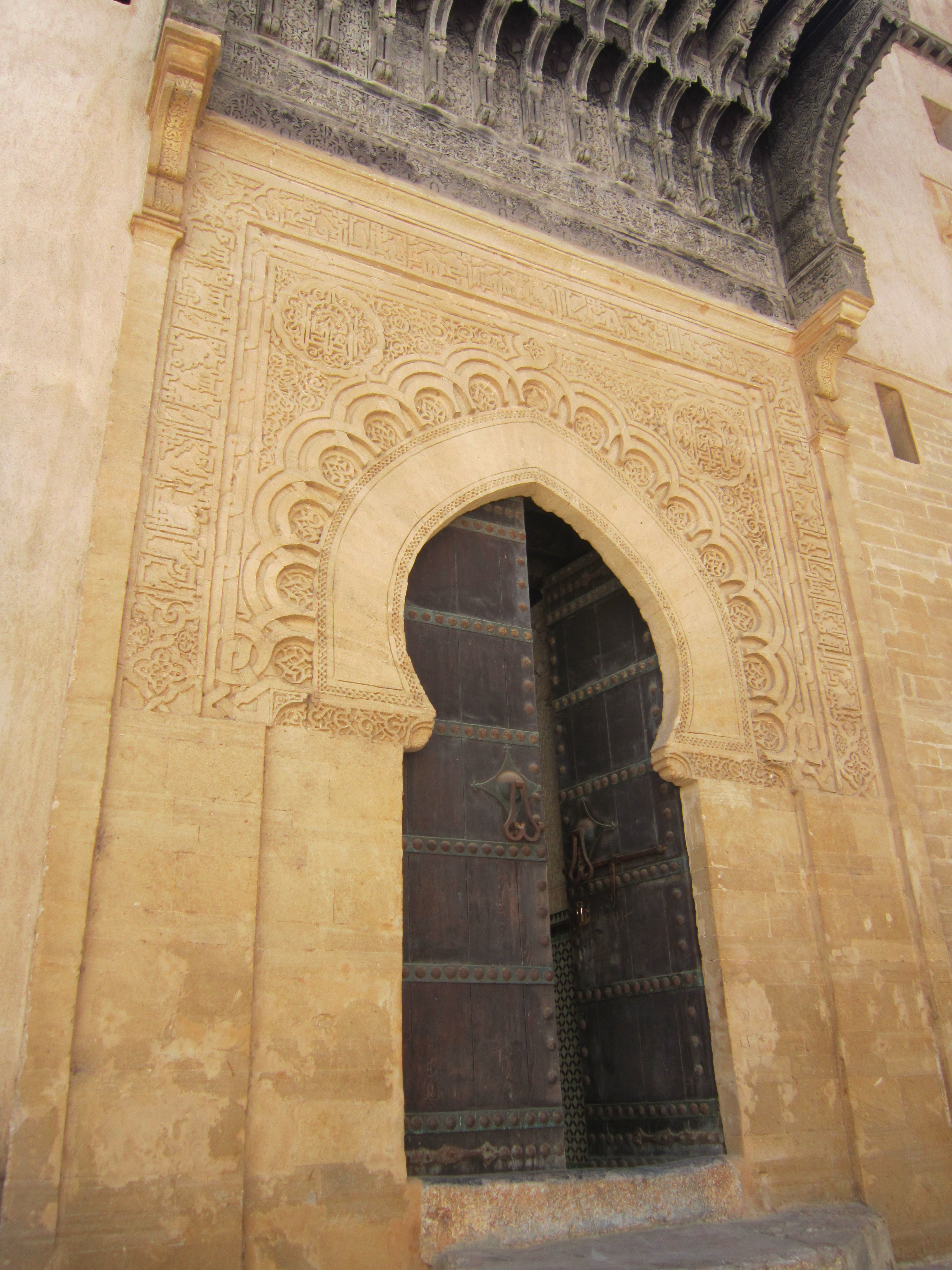
Entrée de la médersa.
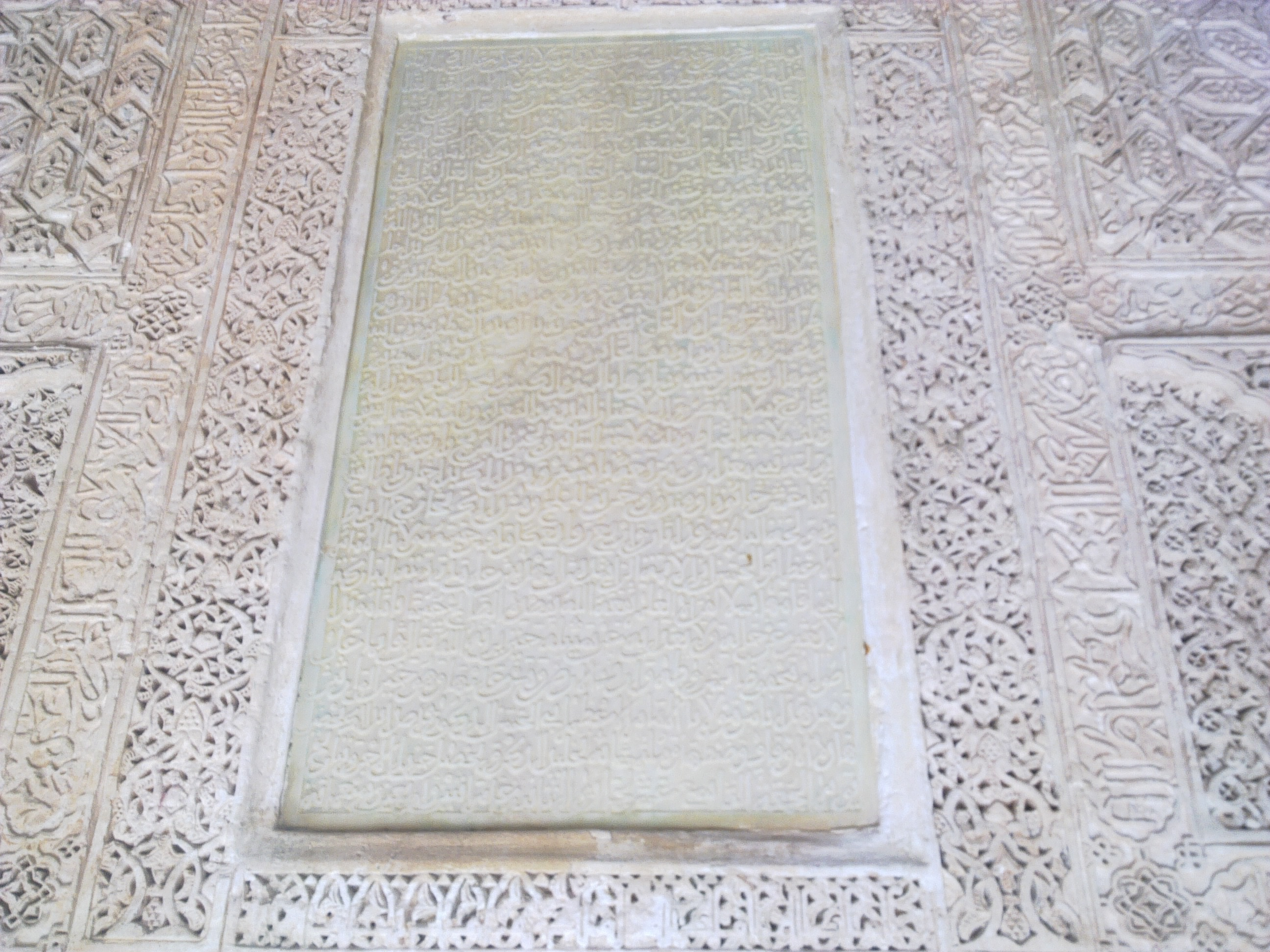
Stèle historique en marbre incrustée sur le mur d'entrée.

## Galerie

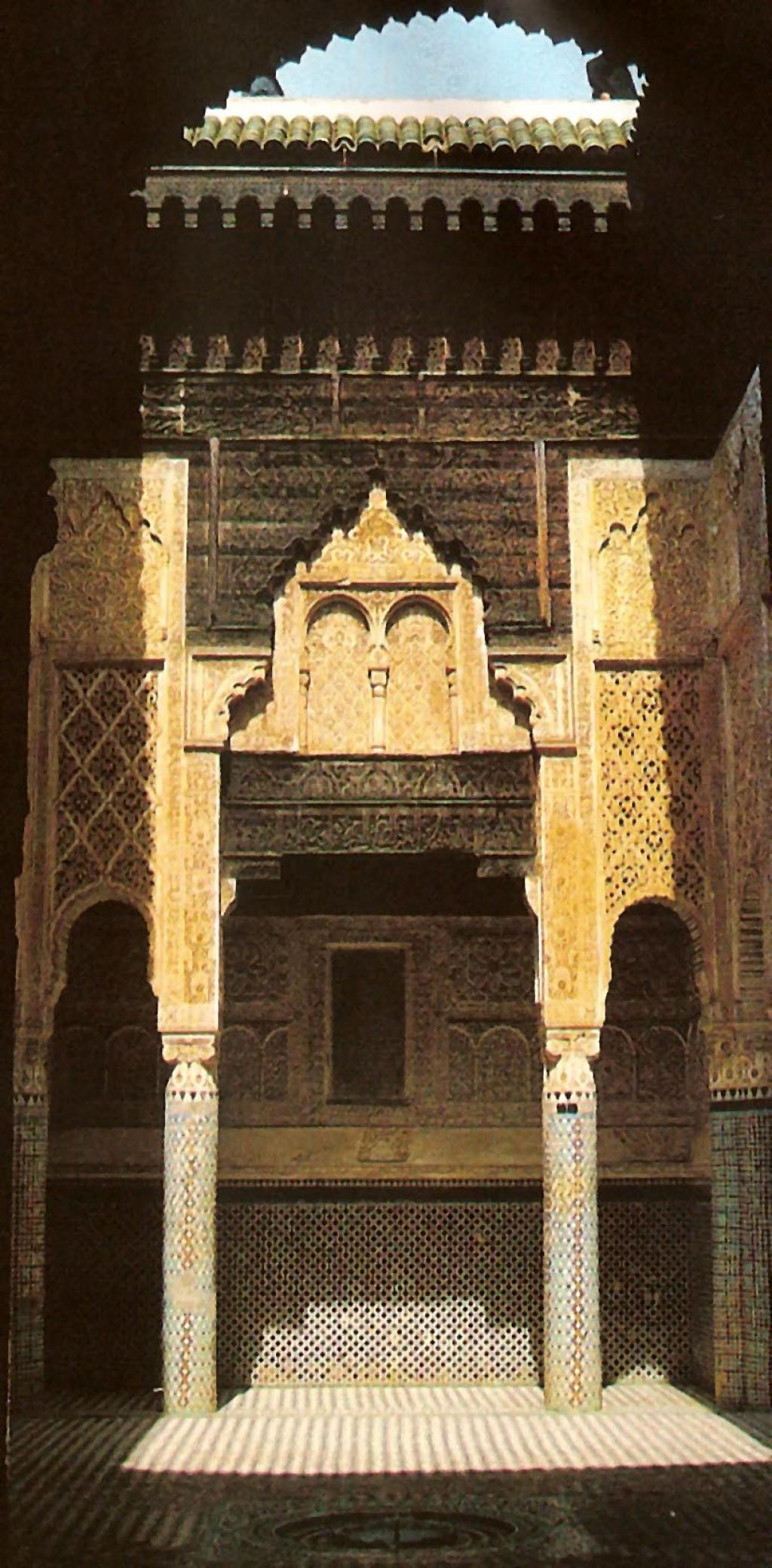
La médersa avant sa dernière restauration par le ministère de la Culture marocain.
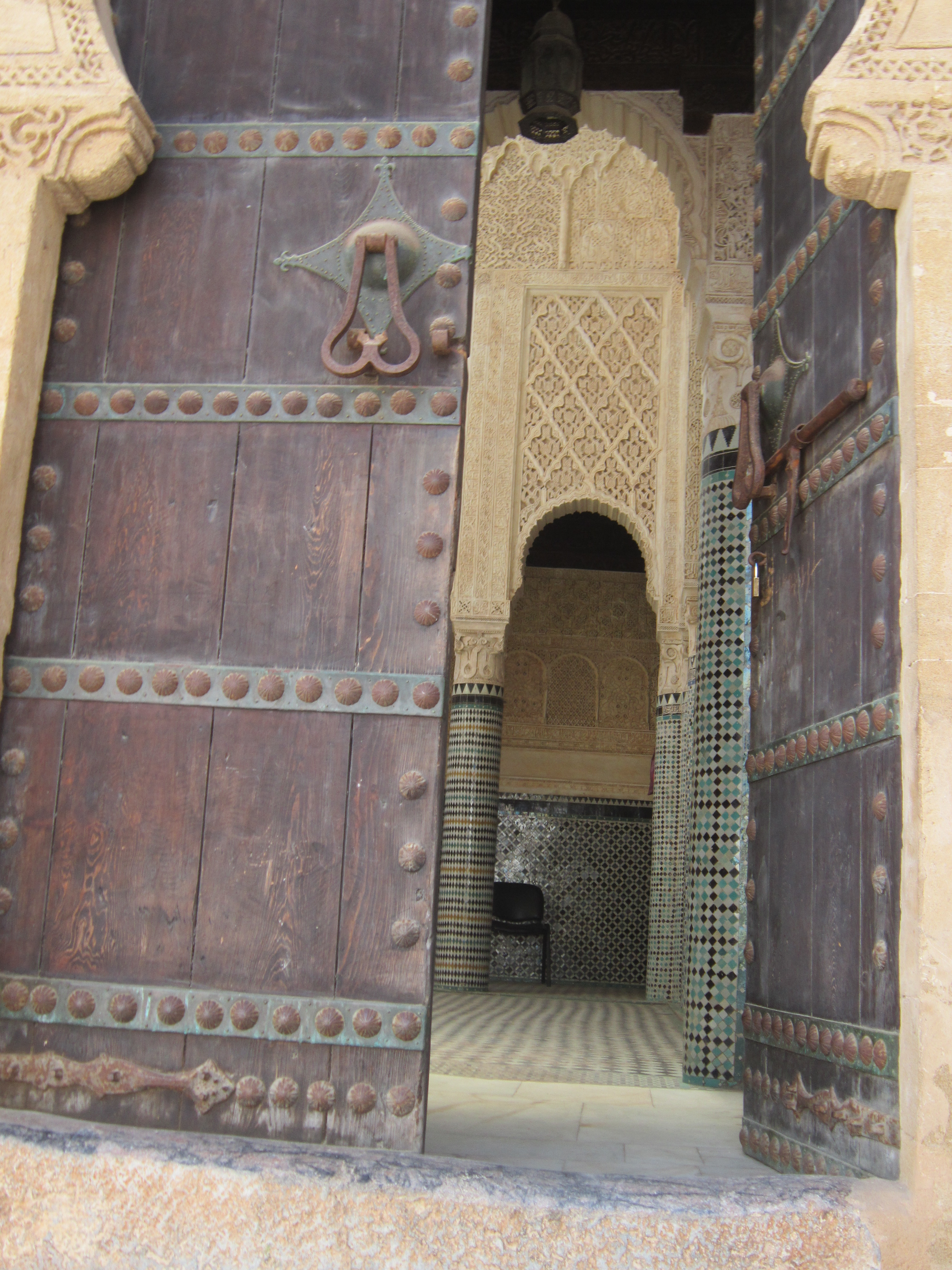
Porte d'entrée.
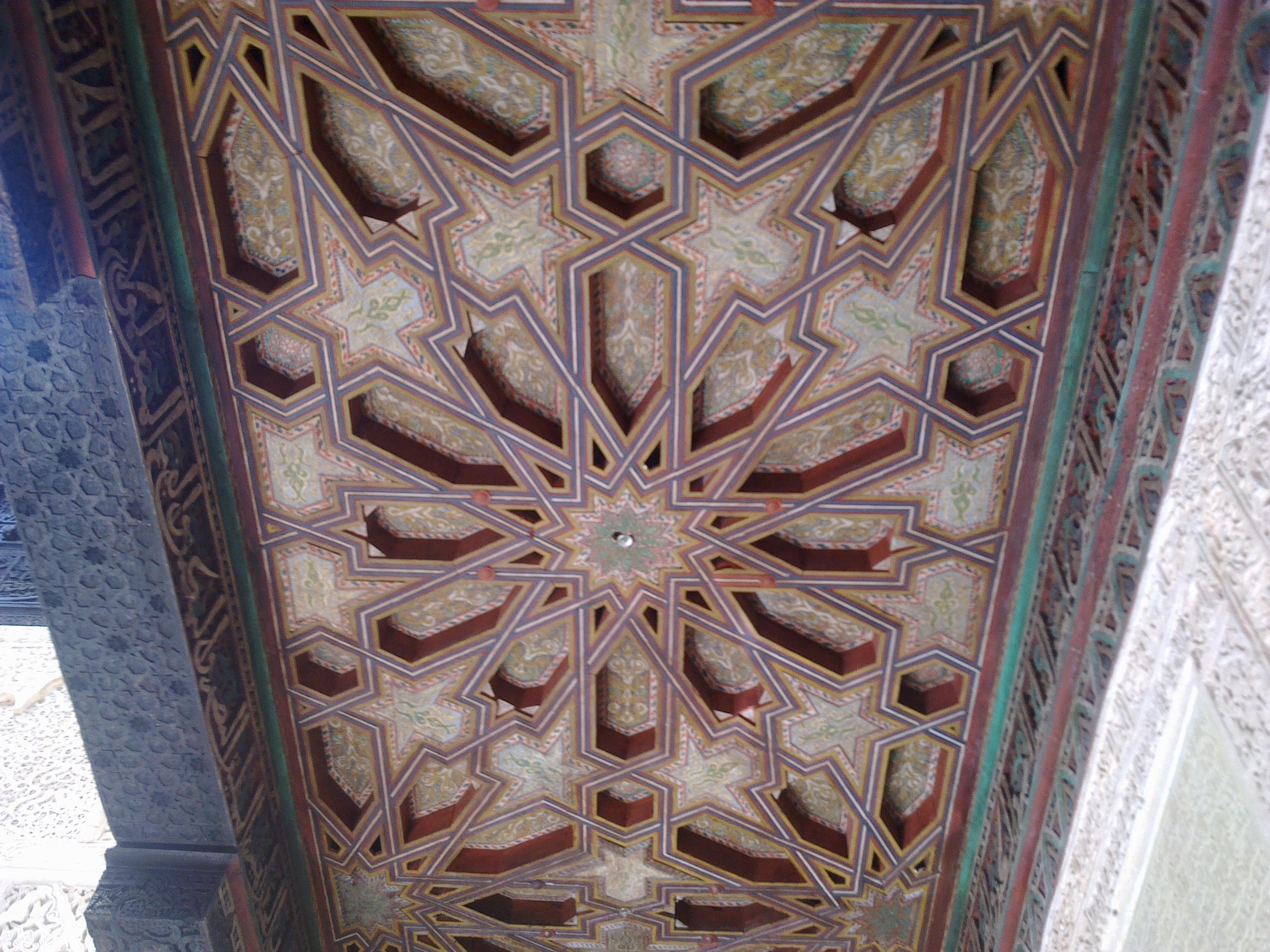
Le plafond en bois sculpté et peint.
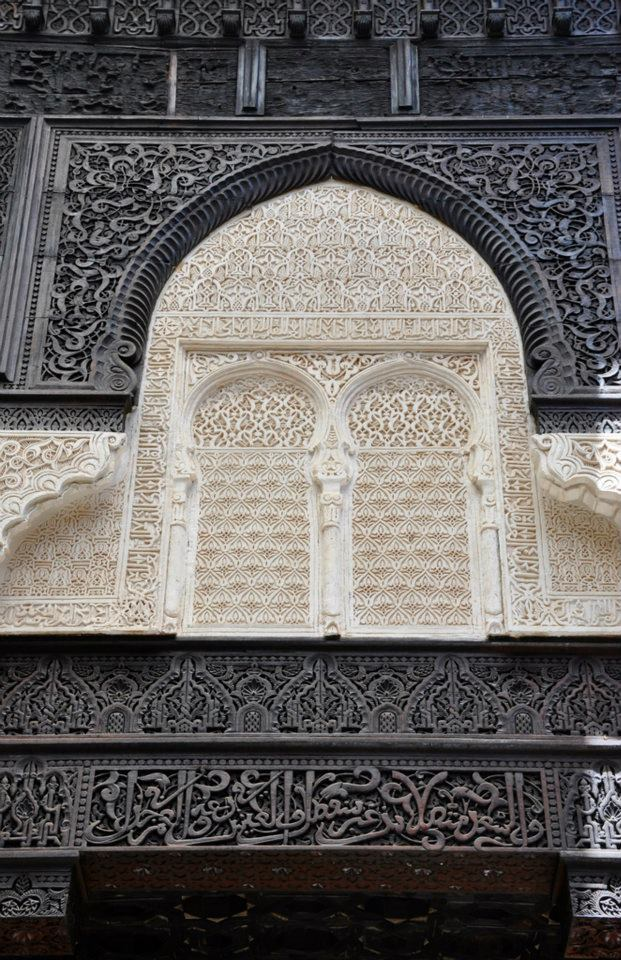
Détails d'arabesques.
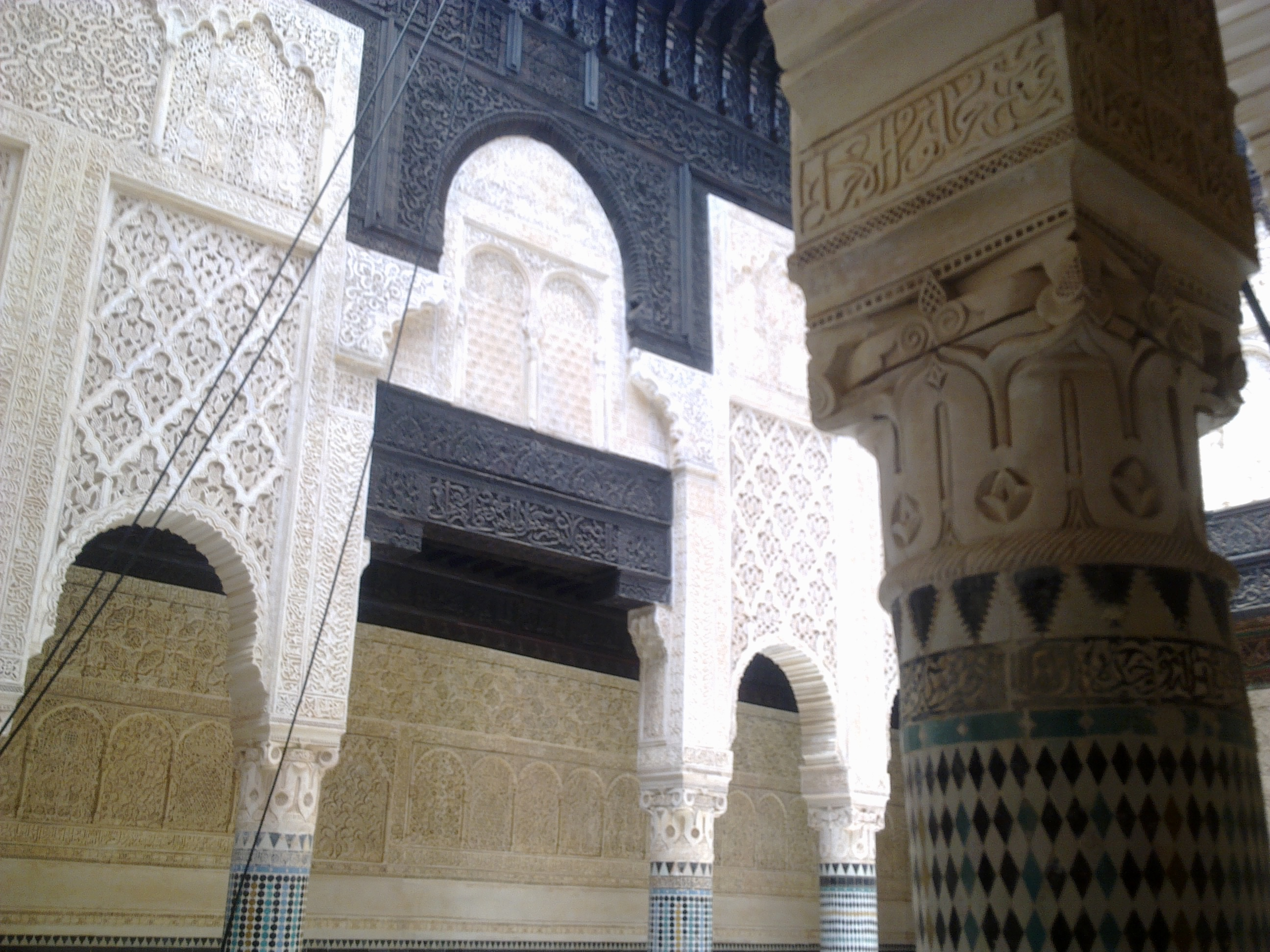
Architecture hispano-mauresque de la médersa de Salé.
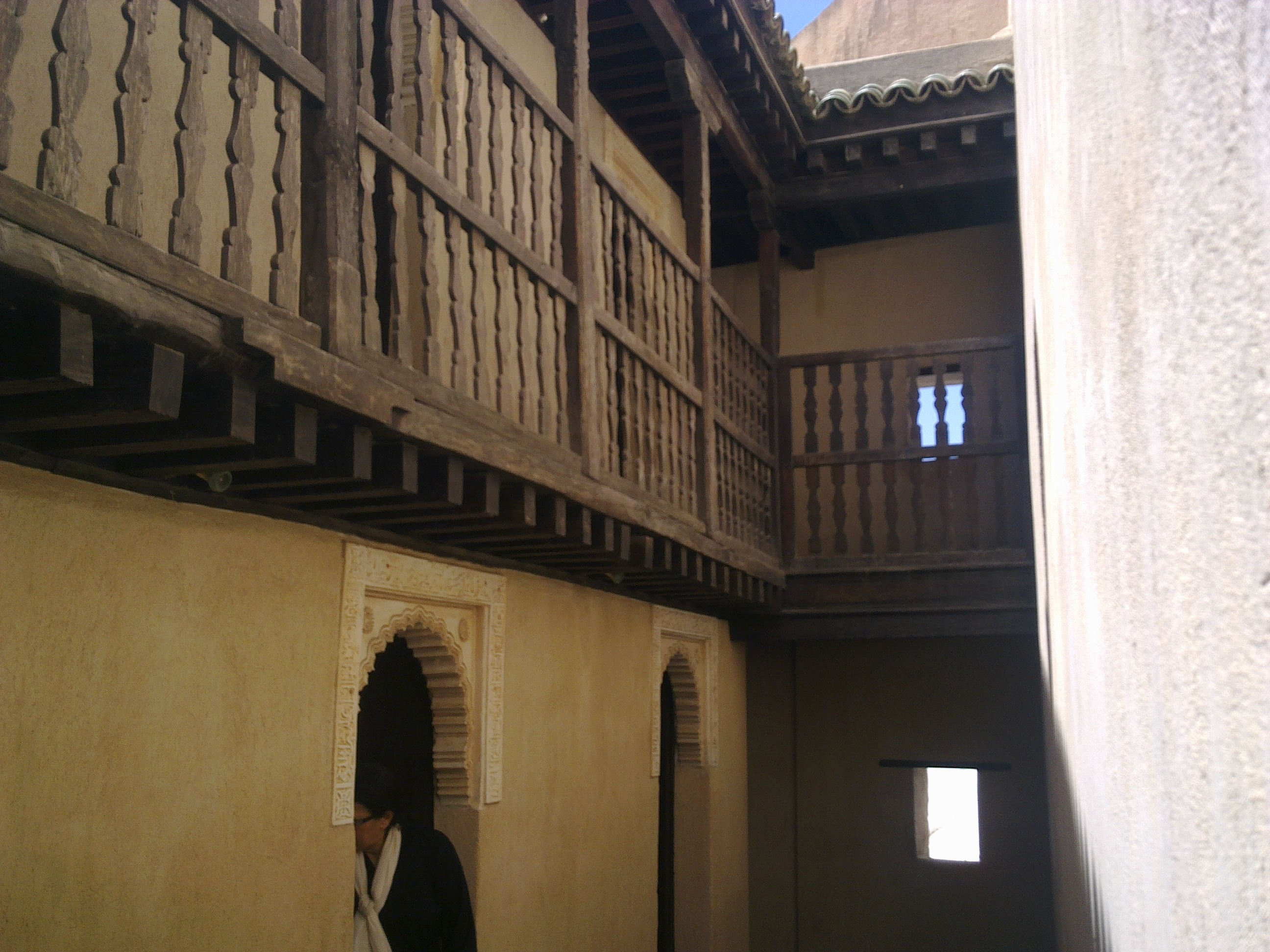
Cellules des étudiants à la médersa de Salé.
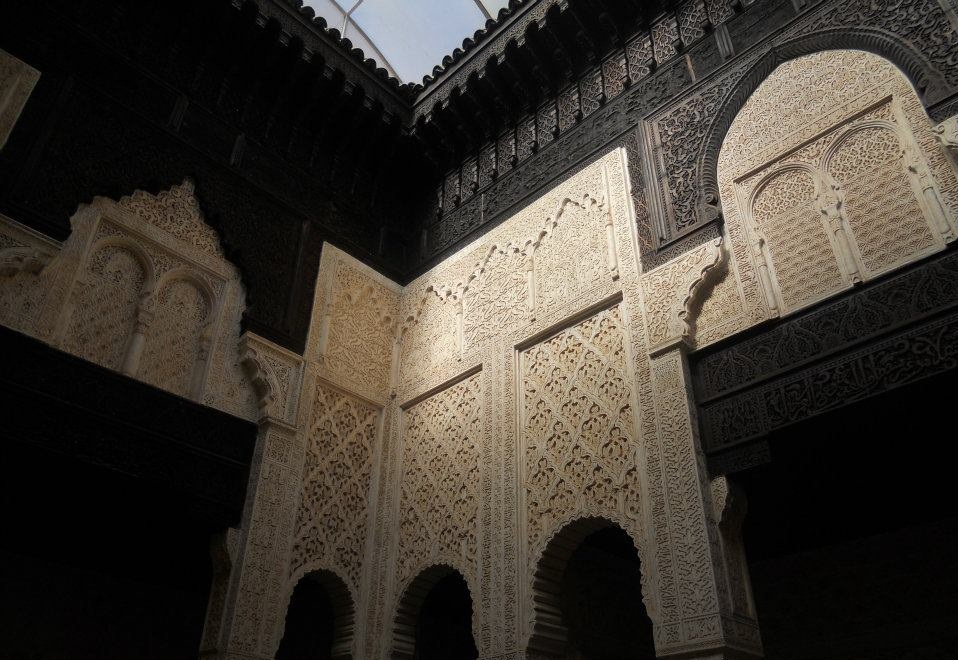
Vue sur la médersa mérinide de Salé.